# Velenje (comune)
Velenje (ufficialmente in sloveno Mestna občina Velenje) è un comune cittadino (mestna občina) della Slovenia. Ha una popolazione di 123 456 abitanti ed un'area di 123 km². Appartiene alla regione statistica della Savinjska. La sede del comune si trova nella città di Velenje.

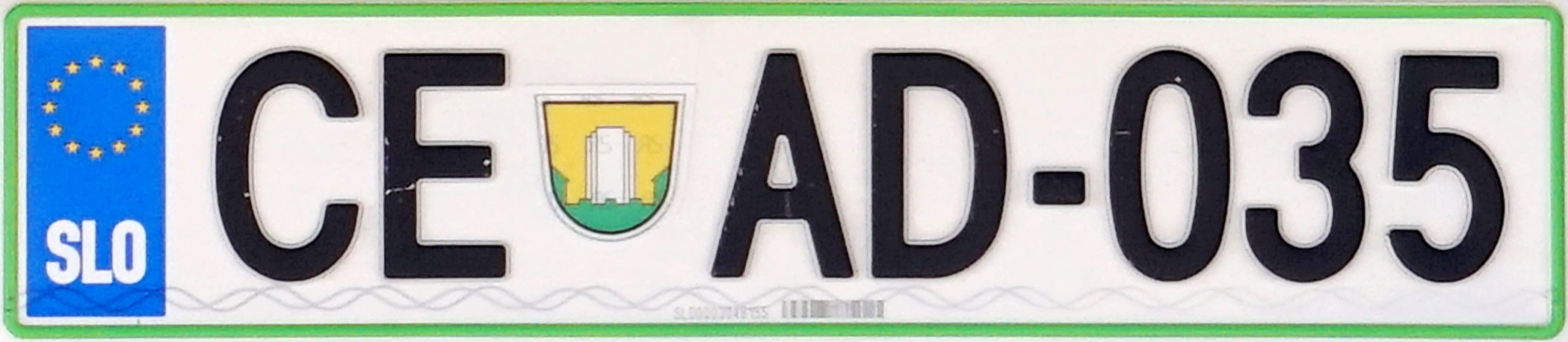
Targa del comune di Velenje

## Geografia antropica

### Suddivisioni amministrative
Il comune cittadino di Velenje è formato da 25 insediamenti (naselija):
- Arnače
- Bevče
- Črnova
- Hrastovec
- Janškovo selo
- Kavče
- Laze
- Lipje
- Lopatnik
- Lopatnik pri Velenju
- Ložnica
- Paka pri Velenju
- Paški Kozjak
- Pirešica
- Plešivec
- Podgorje
- Podkraj pri Velenju
- Prelska
- Silova
- Šenbric
- Škale
- Škalske Cirkovce
- Šmartinske Cirkovce
- Velenje, insediamento capoluogo comunale
- Vinska Gora

## Amministrazione
| Periodo | Periodo | Primo cittadino | Partito | Carica  | Note |
| ------- | ------- | --------------- | ------- | ------- | ---- |
| 1998    | 2002    | Srečko Meh      |         | sindaco |      |
| 2002    | 2006    | Srečko Meh      |         | sindaco |      |
| 2006    | 2010    | Srečko Meh      |         | sindaco |      |
|         |         | Bojan Kontič    |         | sindaco |      |

### Gemellaggi
- Udine, dal 1991
- Spalato
- Neath Port Talbot
- Esslingen sul Neckar